# Santa Colomba (Alts Alps)
Santa Colomba (en francès Sainte-Colombe) és un municipi francès situat al departament dels Alts Alps i a la regió de Provença – Alps – Costa Blava.

## Demografia
| 1821                                       | 1962 | 1968 | 1975 | 1982 | 1990 | 1999 | 2006 | 2016 |
| ------------------------------------------ | ---- | ---- | ---- | ---- | ---- | ---- | ---- | ---- |
| 466                                        | 75   | 56   | 51   | 49   | 43   | 50   | 52   | 56   |
| Des de 1962: població sense dobles comptes |      |      |      |      |      |      |      |      |

## Administració
| Període   | Identitat        | Partit |
| --------- | ---------------- | ------ |
| 1977-2001 | Jean-Claude Roux |        |
| 2001-2020 | René Almeras     |        |
| 2020-     | Jean-Pierre Roux |        |